# 解放少女 SIN
『解放少女 SIN』（かいほうしょうじょ シン）は、5pb.より2013年12月5日に発売されたPlayStation 3とPlayStation Vitaゲームソフト。

## 概要
2012年5月21日に発売されたニンテンドー3DS用オムニバスゲーム『GUILD 01』に収録の『解放少女』の続編。前作はシューティングゲームであったが、本作品ではアドベンチャーゲームへとジャンルが変更されている。開発もグラスホッパー・マニファクチュアに変わり5pb.が担当している。
本作品を企画した5pb.の志倉千代丸によると、『解放少女』は些細な設定も作りこみオムニバスの枠を超えた「本気で作ってる感」が魅力であると捉えており、その作りこまれた設定をより活かすために、アドベンチャーゲームとなったと述べられている。
『解放少女』でエグゼクティブ・プロデューサーを務めた日野晃博は、本作品にはほとんど関わっていない。『解放少女』で企画・原作を務めた須田剛一は、本作品では一部のシナリオ、設定・テキストの監修などを担当している。

## システム
本作の独自システムとして、「情報クオリア収集」と「ミスティクル・ダイブ」があり、いずれも主人公である清人の特殊能力に由来するものである。
「情報クオリア収集」は、相手の脳内に浮かんだ考えや言葉をとらえるものであり、発動可能な時は画面左上に合図が出る仕組みとなっている。一部の場面では、プレイヤーの操作に関わらず(SKIP・AUTO状態でも閲覧のみで)強制的にクオリア収集が発動する。
「ミスティクル・ダイブ」は、相手の目の奥を見ることでその人の精神世界に入り、相手の脳内で連想される事柄から真実を突き止めるものである。このとき、「情報クオリア収集」で得た情報をヒントとして用いることができる。
初プレイ時は謎の残されたノーマルエンドしか見ることはできず、トゥルーエンドを見る為には再プレイが必要となる。

## 登場人物

### 大空内閣とその支援者
海堂 清人（かいどう きよと）
声 - 前野智昭
本作の主人公で、大空内閣に大統領首席補佐官として赴任した男子高校生。5歳の時に翔子によって発見され、翔子の父にして初代日本国大統領である大空翼一郎の計らいで翔子と一緒に育てられた。
他者の心を読んだり、精神世界に介入する「ミスティクル・ダイブ」といった特殊能力を持っており、高野山の研究所で修業を積んでいた。なお、「ミスティクル・ダイブ」は精神的な消耗が激しいため、長時間の使用はできない。
シン（しん）
声 - 広橋涼
清人の精神世界にいる存在で、ネズミのような姿をしている。「ミスティクル・ダイブ」したり、内面で思い浮かべると姿を現す。
ミブリは内面世界における清人自身の象徴で、自問自答という行為を可視化した存在ではないかと推測している。
時折ふざけることがあるため、清人は戸惑いを感じている。
雲母 才蔵（きら さいぞう）
声 - 成田剣
翔子の第一秘書で、父である翼一郎の第一秘書でもあった。戦闘中はオペレーターとして閣僚たちに指示を出す。
大空 翔子（おおぞら しょうこ）
声 - 花澤香菜
前作『解放少女』の主人公にして、第2代新日本国大統領。
桜木 芳乃（さくらぎ よしの）
声 - 佐倉綾音
翔子の同級生で、大空内閣では官房長官を務める。
明るくきさくな性格ゆえに学校では人気が高い一方、「内閣の広報役」とも揶揄されている。
また、翔子に強いあこがれを抱いており、彼女に近づこうとする男子生徒を遠ざけようとする。
弓波 千流子（ゆみなみ ちるこ）
声 - 悠木碧
大空内閣で法務大臣を務める少女。
真面目で法律への関心が強く、よく裁判の見学に行っては積極的に質問をしている。
「ちるちる」というあだ名をつけられているが、当人は子ども扱いされていると感じており、不満を抱いている。
不破 聖（ふわ ひじり）
声 - 能登麻美子
大空内閣で外務大臣を務め、戦場では戦況の分析を担当する少女。
穏やかな性格から、内閣の癒し担当とも呼ばれている。
明星 かぐや（あけぼし かぐや）
声 - 明坂聡美
翔子の2学年下の後輩で、大空内閣では防衛大臣を務める。
スポーツが得意で、女子からの人気が高い。また、お祭り好きで、文化祭には積極的にかかわっている。
環 小神子（たまき こみこ）
声 - 小松未可子
大空内閣で総務大臣を務める少女。一匹狼な性格ながらも、下級生からは尊敬されている。また、勉強はよくできるが、学校へ行くことに関しては消極的であるため、あまり登校してこない。
戦場では支援役として翔子に協力する。
安之雲 ミブリ（あんのうん ミブリ）
声 - 佐藤利奈
大空内閣で科学技術庁長官を務める少女で、祖父はミスティクル研究の第一人者である。聖自身も研究熱心な人物で、めったに登校しないほか、前線に立つことなく研究者として後衛に徹している。幼少時から大人以上の研究成果を見せてきた結果、早熟な人物になった。大空内閣の中では唯一前内閣から現職についているが、問題行動が目立つため、与野党からは「大空内閣の失言製造器」と呼ばれている。
能都 麻人
声 - 平川大輔
陸軍の諜報局に所属する男性。軽い雰囲気ながらもスパイとしては優秀で、諜報面から清人を支援する。

### 翔子の対立候補とその支援者
左近田 凪冴（さこんだ なぎさ）
声 - 石原夏織
左近田前首相の娘。父親の推薦を受けて大統領選に立候補した。
倭守 麗（わかみ れい）
声 - 仙台エリ
左近田前首相の第四秘書。
オルガ
声 - 山本彩乃
大国の機動兵器のパイロットを務める少女。
翔子によって捕虜となるが尋問どころか会話すらできなかったため、清人が「ミスティクル・ダイブ」で彼女の精神世界の中で対話を行った。
東 睦
声 - 津田健次郎
喫茶店「マハトマ」の経営者。喫茶店を経営する傍ら、反戦活動にもかかわっており、岩国からも信頼されている。
左近田 巌
声 - 柴田秀勝
凪冴の父にして、日本の前首相で、盟友だった大空翼一郎とともに新日本国を築き上げた。与党内の最大派閥トップとして翔子と対立関係にある。
解放運動中からアメリカとのつながりは深く、一部からは危機感を持たれている。
オスカー・ゴールドマン
声 - 武虎
駐日米国大使で、凪冴の演説に同行している。
岩国 太郎
声 - 楠大典
大国との和平を目指す少数野党・太平党の党首で、時江の恩師にあたる。

### その他
時江 千明（ときえ ちあき）
声 - 日髙のり子
翔子らのクラスの担任で、歴史を担当している。やや幼い見た目に反して酒好き。
敬 志月（きょう しづき）
声 - 河合紗希子
翔子らの学校の生徒会長。
野中 里矢（のなか さとや）
声 - 武藤正史
翔子らの同級生で、生徒会主任会計を務めている。勉強も運動も学年最下位ながらも、あまり気にする様子を見せない。
ロマンティック・スラムにある喫茶店「マハトマ」でアルバイトをしている。
戦争で親を亡くしたことから、同じ境遇を持つ清人と親しい関係にある。
丙
声 - 粟根まこと

堀越 登
声 - 松本大

安之雲 ハル
声 - 菊地由美

## 主題歌
オープニングテーマ
「キミはもう、ヒトリじゃない」(PlayStation 3)
作詞・作曲 - 志倉千代丸 / 編曲 - noise pollution/ 歌 - marina
「エテルナ」(PlayStation Vita)
作詞・作曲 - 志倉千代丸 / 編曲 - 柳田しゆ・田口知則 / 歌 - marina
エンディングテーマ
「TSU-BA-SA」(PlayStation 3)
作詞 - 須田剛一・志倉千代丸 / 作曲 - 上松範康 / 編曲 - 喜多智弘 / 歌 - HIMEKA
「傘を閉じたら」(PlayStation Vita)
作詞・作曲 - 小田切大 / 編曲 - 中村康隆 / 歌 - 花澤香菜

## コミカライズ
月刊コンプエース2014年6月号より2014年10月号までみなづきふたごにより連載された。角川コミックス・エースよりコミックスが発売。
- 解放少女SIN Mystycle Line （2014年9月25日発売、ISBN 978-4-04-102121-7）